# 赵以炳
赵以炳（1909年—1987年），字玑照，男，江西南昌人，中国生理学家、教育家，曾任中国生理学会主席、理事长，中国生理科学会副理事长。